# Kollidam
Kollidam (Coleroon) és un riu de l'Índia a Tamil Nadu, És un dels braços en què es divideix el Cauvery (o Kaveri) a uns 15 km de Trichinopoly i corre paral·lel al riu mare durant un 28 km per a tornar-se a unir formant l'illa de Srirangam; un braç arranca a l'extem sud de l'illa i segueix fins a la mar on desaigua prop de Devikottai.
S'utilitza principalment per regar i s'aprofita en una extensa zona.